# ヴラホヴィツェ

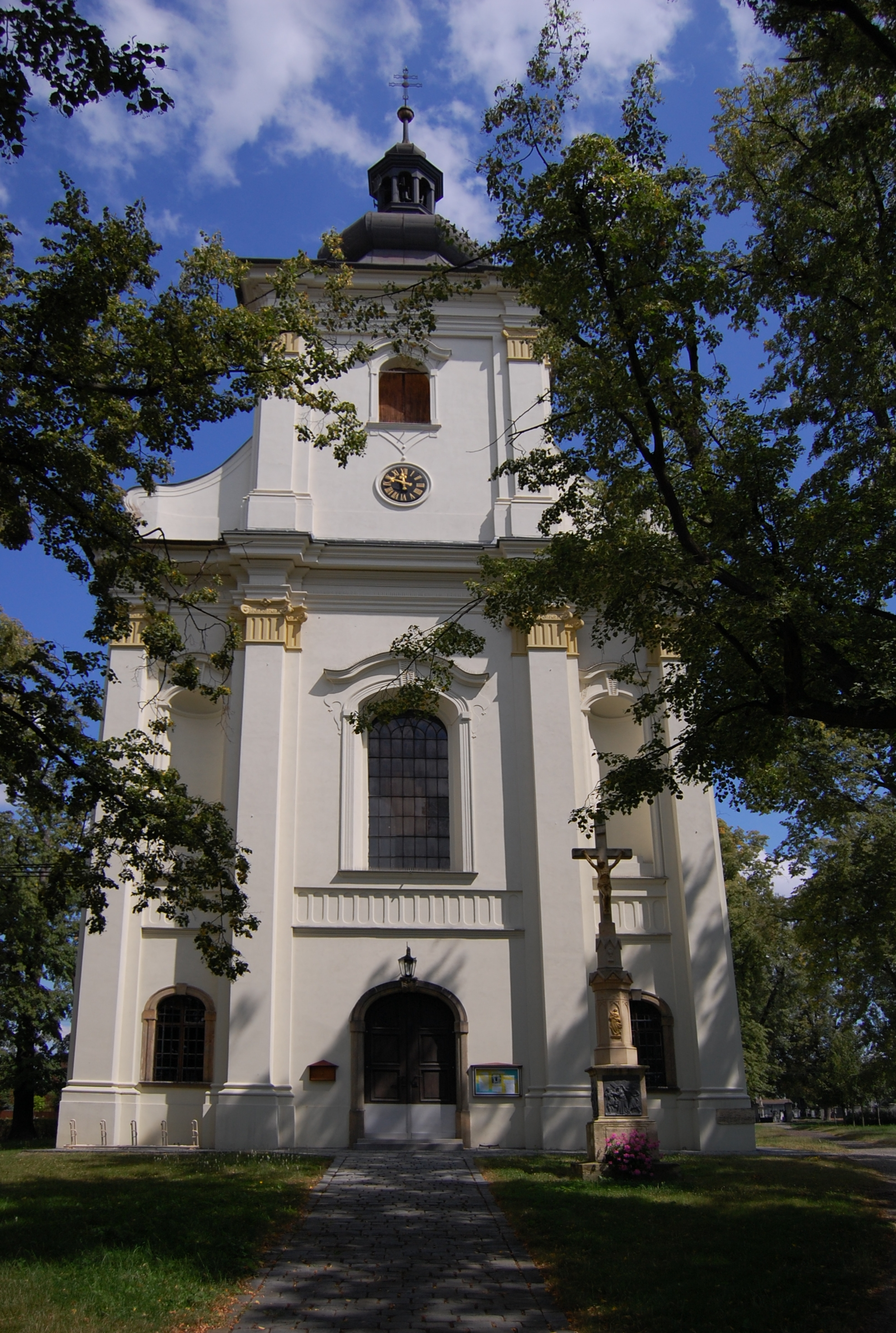
聖バルトロメウ教会

ヴラホヴィツェ（チェコ語: Vrahovice）とは、チェコオロモウツ州プロスチェヨフにある村落である。人口は約3,400人で、聖バルトロメウ教会、郵便局、数軒のパブがある。

## 歴史
村が初めて登場するのは1337年のことである。1370年にはヴラホヴィツェ初の教会について言及されている。この教会は1587年の大火事の際に焼失したが、その直後に別の教会が建てられた。その教会は1831年に壊され、同年から1836年にかけて、ヤン・ヨセフの資金によって再建された。彼はクラリツェ・ナ・ハネーを持っていた人物である。 
ヴラホヴィツェの近くにはトルペノヴィツェ（Trpenovice、現在のトルピンキ）が位置している。1466年にヴラホヴィツェにこの村は繋がり、現在ではヴラホヴィツェの一部となっている。また、1960年から1973年にかけては、チェクフヴキもこの村の一部であった。
過去のヴラホヴィツェは多くの家に所有され、1725年にヤン・ベドリチ・セイレーンがこの村を購入している。
1848年、ヴラホヴィツェに史上初の村長、ヤン・フレーボルトが誕生した。村が最も発展した戦間期の村長はヨセフ・ストリーズであった。その時、プロスチェヨフとヴルバーツキを結ぶ道と、市庁舎が建てられた。第二次世界大戦中はチェコスロバキア併合を経て、ナチスがこの地の上流域に観測所を設け、彼らは鉄道の位置をこの地から制御していた。
第二次世界大戦が終結すると、捕虜収容所がこの地にあったため、プロスチェヨフ地域はドイツ人のドイツへの送還を待機させる場所となった。1950年から1954年及び1973年以降、ヴラホヴィツェはプロスチェヨフの一部となっている。そして現在でも、両集落では音韻差が認められる。
2004年12月9日、鉄道事故がこの地で発生した。軍を乗せたトラックが列車に衝突した事故で、9人が死亡している。

## 建築物
- 聖バルトロメウ教会 - 19世紀落成
- チェコ軍団像
- ローマ・カトリック司祭館
- 聖フロリア像 - 18世紀作

## 人物
音楽家のズデニェク・ティルシャルとベドルジヒ・ティルシャルの兄弟はこの地で生まれ、言語学者のフランチシェク・コペチュニーがこの地に長く住んでいた。サッカー選手のロスチスラフ・ヴァクラヴィチェクもこの地で生まれ、彼のキャリアの当初はこの地の地元のチームであった。

## ボランティア
ヴラホヴィツェにはソコルや消防団などの組織がある。
旧ヴラホヴィツェ学会（Spolek za staré Vrahovice）は2003年に設立された。2005年からは活動拠点を駅に置き、郷土史の研究や環境保護、町の広報などを行っている。また、二つの展覧会を行っており、ヴラホヴィツェの葉書を発行している。通りに新たな名称を与える活動も行っており、その名前は村の重要な同胞の名前をつけており、ヨセフ・ストリーズ、フランチシェク・コペチュニー、ズデニェク・ティルシャルらの名前がつけられている。現在では新たな公園を作る運動を行っている。